# Андра Николић
Андра Николић (Београд, 5. октобар 1853 — Париз, 28. септембар 1918) био је српски правник, књижевник, историчар књижевности и политичар. Био је министар просвете, министар иностраних послова, министар правде, државни саветник и председник Народне скупштине (1909—1918).

## Школовање
Андра Николић рођен је 5. октобра 1853. у Београду. Родитељи су му били: отац Јосиф судски чиновник и мајка Наталија Марковић, сестра Стефана Марковића министра за време кнеза Александра Карађорђевића. Рано је остао без оца, са мајком три брата и сестром, па се због немаштине тешко школовао. Трогодишњу основну школу, гимназију и правни факултет завршио је у Београду. У гимназији је био један од оснивача ђачког друштва "Српска нада" 1868. године. За време школовања прикључио се социјалистичком омладинском покрету Светозара Марковића. Започео је 1869. године студије на Техничком факултету, на Великој школи у Београду. Међутим, завршио је студије права на Великој школи 1873. године, и одмах се доказао као правник једним тематом „Економско стање Србије у 14. веку” који је био награђен и којим је скренуо на себе пажњу.

## Члан Главнога одбора радикала
Почео је 1874. године да ради као практикант у државној штампарији, био адвокатски писар а након тога постао је суплент (замена професора) у Чачку, да би касније у истом месту био постављен за професора. У Београду је затим предавао у Првој нижој, па Трећој београдској гимназији. Прикључио се 1881. Народној радикалној странци и постао члан њенога Главнога одбора. Важио је за једнога од највећих радикалних интелектуалаца и говорника. Након Тимочке буне 1883. године био је затворен, и као и остали чланови Главнога одбора изведен пред преки суд у Зајечару, али ослобођен је као невин почетком децембра 1883. године Међутим након ослобађања остао је без државне службе, четири године између 1883-1887. године, па је давао хонорарне часове из француског на трговачкој школи. Заједно са Стојаном Протићем и Јованом Ђајом основао је 1884. „Одјек”, први радикални лист након Тимочке буне. Одјек је брзо постао главни тумач опозиције. Био је полиглота са знањем немачког, енглеског, француског и руског језика. Предавао је у Првој мушкој београдској гимназији, углавном предмет српски језик и књижевност.

## Министар у много влада
Као радикал имао је импресивну политичку каријеру у власти. Током 1887. био је секретар министарства просвете, а 1887. и 1888. постављен је за владинога посланика у Народној скупштини. Члан Државног савета постао је 1890. и на том месту био је до 1894. Био је више пута министар. Први пут био је министар просвете у влади Саве Грујића и онда одмах у влади Николе Пашића (13. мај 1890—21. август 1892). Након тога био је министар иностраних послова и министар правде у влади Лазара Докића (13. април—5. децембар 1893). Министар просвете је био и у владама Ђорђа Симића (29. децембар 1896—23. октобар 1897), Николе Пашића (10. децембар 1904—29. мај 1905) и затим у влади Николе Пашића и Петра Велимировића од 30. април 1906. до 24. фебруара 1909. Он је као министар просвете спровео 1905. претварање Велике школе у Универзитет у Београду.
Био је и министар иностраних дела у влади Саве Грујића од 4. октобра 1903. до 2. фебруара 1904. Посланик у Паризу био је 1901. Пред Први светски рат у српској политици било је утицајно, радикалско и "кумовско тројство" које су чинили: Лазар Пачу, Андра Николић и Стојан Протић. Место председника Народне скупштине држао је од 14. октобра 1909. све до 25. фебруара 1918, када је због болести поднео оставку. Као председник Народне скупштине истакао се стишавањем и смиривањем узбурканих парламентарних страсти. Уважавајући парламентаризам својом умереношћу и тактом успешно је смиривао размирице у унутрашњој политици.
Умро је 28. септембра (или 31. септембра) 1918. у Паризу, где је привремено сахрањен. Посмртни остаци су пренети у Србију 1926. године. Био је ожењен Милом, кћерком београдског индустријалца Маше Димића, а од седморо њихове деце, зрелост је дочекало троје; најстарији син Душан погинуо је као српски војник на Сувобору 1914. године. Надживели су га син Радоје (1897-1987) и кћерка Радмила. Радоје Николић оженио је Јелену-Лелу Хаџи-Поповић (1900-1977), ћерку Милоша и Љубице Хаџи-Поповић из Београда, док се Радмила удала за др Никo Миљанића (1892-1957).

## Књижевност
Николић се није само бавио правом и политиком, већ се рано бавио и књижевношћу. Почео је да пише естетичко књижевне и позоришне критике. Слао је своје књижевне и публицистичке радове у „Отаџбину”, „Рад” (сарадник и уредник), „Дело” и још двадесетак листова. У "Отаџбини" је уређивао рубрику "Књижевни преглед" 1875-1881. године. Истакао се својим радовима као одличан познавалац српскога језика, па је био изабран за професора историје српске књижевности, на Великој школи 1880. године, али није прихватио понуду. Био је књижевни критичар великога талента, финог опажања и сјајног стила. Сарађивао је са Стојаном Новаковићем на издавању неких издања књига о синтакси. Николић се бавио и превођењем на српски језик. Тако је 1899. године превео популарно дело енглеског писца Џорџа Елиота: "Воденица на Фоси".

## Академик
Прави је члан Српске краљевске академије (Академије философских наука) од 1897. Приступна беседа: О књижевној критици. Проглашен 1899. (Српска краљевска академија Год. 12 (1898) 119, 139–144).